# Friedrich Wilhelm Franz Nippold
Friedrich Wilhelm Franz Nippold (né le 15 septembre 1838 à Emmerich et mort le 3 août 1918 à Oberursel) est un théologien protestant prussien.

## Biographie
Nippold est issu d'un mariage mixte protestant-catholique. Son père est Friedrich Wilhelm Nippold (mort en 1882) et sa mère est Helena van Koetsveld (morte en 1860) de Delft. Il grandit dans la diaspora du protestantisme néerlandais rhénan. Après l'école de sa ville natale et le lycée, il entreprend des études à l'automne 1856, qu'il termine à Halle, Bonn, Amsterdam et Leyde. En 1860, il obtient son doctorat en philosophie à l'Université de Tübingen. En 1861-1863, il entreprend un voyage oriental en Égypte et en Palestine.
Après avoir obtenu son habilitation à Heidelberg en 1865, il y obtient sa licence de théologie la même année et y est nommé professeur associé à la faculté de théologie en 1867. Après avoir reçu un doctorat honorifique de l'Université de Leyde en 1870, il est nommé professeur ordinaire d'histoire de l'Église à la faculté de théologie de Berne en 1871. En 1884, il succède à Karl von Hase (de) et occupe la chaire d'histoire de l'Église à l'université d'Iéna, où il enseigne jusqu'à sa retraite en 1907. Au semestre d'été 1887 et au semestre d'hiver 1903/04, il est recteur de l'alma mater (de).

## Travaux
Après un premier travail sur l'histoire de la Réforme hollandaise, Nippold se consacre plus tard presque exclusivement à l'histoire de l'Église de son propre siècle. Tout au long de sa vie, il commente les questions politiques ecclésiastiques actuelles. Son œuvre principale, la troisième édition duHandbuchs der neuesten Kirchengeschichte, est fortement subjective dans ses jugements, mais a une valeur historique en tant que source. Nippold se considère comme un élève de Richard Rothe, dont il écrit la première biographie et dont il poursuivit la position libérale, également en tant que membre de l'Association protestante allemande. En tant que national-libéral, il combat particulièrement l'ultramontanisme au sein de l'Église catholique romaine. À cette fin, il promeut l'ancien catholicisme et fait campagne avec succès pour la fondation de la faculté catholique chrétienne (de) à Berne. En 1886, il est l'un des fondateurs de la Fédération protestante pour la défense des intérêts protestants allemands (de) et est membre du conseil central jusqu'en 1906, ainsi que l'un des orateurs et auteurs les plus industrieux. Il est un confident du grand-duc Charles-Alexandre de Saxe-Weimar-Eisenach et du prince prussien et plus tard de l'empereur Frédéric III.

## Famille
Il se marie avec Auguste von Wahl (* 1835 Dorpat; † 1903), la fille d'Otto von Wahl auf Kawast et d'Elisabeth von Krüdener. De ce mariage naissent :
- Otto Friedrich Richard (1864-1938), spécialiste du droit international
- Auguste Helene Elisabeth Nippold (née le 5 août 1869 à Heidelberg) mariée le 10 juin 1891 à Iéna avec le surintendant à Calbe Oskar Friedrich Kohlschmidt (né le 29 janvier 1865 à Rothenstein et mort le 14 septembre 1935 à Dorndorf/Saale). Entre autres, le fils Werner Kohlschmidt (de) est issu du mariage.
- EcrW. C. A. Nippold, écrivain à Borken près de Cassel

Après la mort d'Auguste, Nippold se marie avec Marie Berta, née Möhling (1847-1922), la veuve du pasteur Karl Schumacher. Il est enterré à Oberursel.

## Œuvres (sélection)
- Heinrich Niclaes und das Haus der Liebe. Ein monographischer Versuch aus der Secten-Geschichte der Reformationszeit. In: Zeitschrift für die historische Theologie 32 (1862), p. 323–402; 473–563
- David Ioris von Delft : sein Leben, seine Lehre und seine Secte : eine kirchenhistorische Monographie. [S.l.], [1863]
- Der Jesuitenorden von seiner Wiederherstellung bis auf die Gegenwart, Mannheim 1867
- Handbuch der neuesten Kirchengeschichte. Elberfeld 1867; 3. Aufl. 1880–83, 5 Vol. (Digitalisat)
- Kirchenpolitische Rundschau im Advent 1868. Mannheim 1869
- Aegypten's Stellung in der Religions- und Culturgeschichte. Berlin 1869
- Ein Blick von Worms auf Jerusalem. Mannheim 1869
- Welche Wege führen nach Rom? Geschichtliche Beleuchtung der römischen Illusionen Uber die Erfolge der Propaganda. Heidelberg 1870
- Die altkatholische Kirche des Erzbistums Utrecht. Heidelberg 1872
- Die Gleichnisse Jesu und des Gottesreich in der Gegenwart. Berlin 1870
- Richard Rothe. Ein christliches Lebensbild aufgrund der Briefe Rothe's entworfen, 2 Bde., Wittenberg 1873/1874 (2. Aufl. 1877)
- Die römisch-katholische Kirche im Königreich der Niederlande. Leipzig 1877
- Die Theorie der Trennung von Kirche und Staat. Bern 1881
- Zur geschichtlichen Würdigung der Religion Jesu. Zehn Hefte, Bern 1884–1889
- Katholisch oder jesuitisch? : drei zeitgeschichtliche Untersuchungen. Leipzig 1888
- Der christliche Adel deutscher Nation: ein Rückblick und Ausblick auf seine Vergangenheit und Zukunft. Berlin 1893
- Die theologische Einzelschule im Verhältnis zur evangelischen Kirche. 3 Bde., Braunschweig 1893–1900
- Die jesuitischen Schriftsteller der Gegenwart in Deutschland, Leipzig 1895
- Kleine Schriften zur inneren Geschichte des Katholizismus. 2 Bde., Jena 1899
- Döllinger als Reformator der evangelischen Theologie. Berlin: Wiegandt, Schotte, 1890
- Das deutsche Christuslied des 19. Jahrhunderts. Leipzig 1903
- Aus dem Leben der beiden ersten deutschen Kaiser und ihrer Frauen. Forschungen und Erinnerungen, Berlin 1906
- Die zwei ersten Jahrzehnte des Evangelischen Bundes und seine Leitung durch Graf Wintzingerode (de). Leipzig 1906.
- Führende Persönlichkeiten zur Zeit der Gründung des Deutschen Reiches. Berlin 1911

éditeur
- Christian Carl Josias Freiherr von Bunsen. Aus seinen Briefen und nach eigener Erinnerung geschildert von seiner Witwe, 3 Bände, Leipzig 1868–1871.
- Karl Rudolf Hagenbach (de): Kirchengeschichte von der ältesten Zeit bis zum 19. Jahrhundert. 3 Bände, Leipzig 1885–1887
- Richard Rothe: Gesammelte Vorträge und Abhandlungen aus seinen letzten Lebensjahren. Elberfeld 1886
- Erinnerungen aus dem Leben des General-Feldmarschalls Hermann von Boyen. Leipzig 1889–1890
- Johann Anton Theiner et Augustin Theiner: Einführung der erzwungenen Ehelosigkeit bei den christlichen Geistlichen und ihre Folgen. Verlag der Hofbuchdruckerei, Altenburg 1828, Neubearbeitung durch Friedrich Nippold 1893